# Prix ActuSF de l'uchronie
Le prix ActuSF de l'uchronie est un prix littéraire français créé en 2011 à l'initiative du site ActuSF. Il récompense chaque année les meilleurs ouvrages relevant de l'uchronie et comporte trois catégories : littérature (essais et romans), graphisme (BD, couvertures et autres initiatives picturales) et prix Spécial (pour une œuvre uchronique originale, que ce soit un jeu, une exposition, etc.).

## Organisation
La remise des prix a lieu tous les ans à l’occasion du festival Rencontres de l'Imaginaire à Sèvres. A compter de 2024, la remise des prix est accueillie par le Festival Hypermondes à Mérignac.
Jusqu'en 2022, le trophée est une statuette réalisée par Bernard-Yves Queruel, peintre-sculpteur. Les logos du prix ont été réalisés par Diana Sassé puis, en 2015, par Nicolas Fructus.
De 2011 à 2019, le jury, présidé par Eric B. Henriet, est composé de Bertrand Campeis (secrétaire), Jean-Luc Rivera, Étienne Barillier, Karine Gobled, Jean Rebillat et Kevin Bokeili († 2014); ce dernier pour la première édition du prix). En 2019, Hermine Hémon rejoint le jury et Karine Gobled succède à Eric Henriet à la suite de son départ en 2019.
En 2020, l'attribution du prix a été maintenue en dépit de l'annulation des Rencontres de l'Imaginaire pour cause sanitaire,.

## Palmarès

### Littérature
- 2011 : Rêves de gloire par Roland C. Wagner[3]
- 2012 : Béhémoth par Scott Westerfeld[4]
- 2013 : Lasser, détective des dieux, tome 1 Un privé sur le Nil et tome 2 Mariage à l'égyptienne par Sylvie Miller et Philippe Ward[5]
- 2014 : Aucun homme n'est une île par Christophe Lambert[3]
- 2015 : Le Simulacre par Jean-Luc Marcastel[6]
- 2016 : La voie des Oracles, tome 3, Aylus par Estelle Faye[3]
- 2017 : Mes vrais enfants par Jo Walton[7]
- 2018 : Rouille par Floriane Soulas[8]
- 2019 : Frankenstein 1918 par Johan Heliot[9]
- 2020 : Les Miracles du bazar Namiya par Keigo Higashino (traduction par Sophie Refle)[2]
- 2021 : Aucune terre n'est promise par Lavie Tidhar (traduction par Julien Bétan)[10]
- 2022 : Les Temps ultramodernes par Laurent Genefort[11]
- 2023 : Sur la Lune par Mary Robinette Kowal[12]
- 2024 : Noblesse oblige par Maiwenn Alix[13]
- 2025 : Kid Wolf et Kraken Boy par Sam J. Miller Traduction de Michel Pagel[14]

### Graphisme
- 2011 : Victoire : Violence et aventures scientifiques par Greg Broadmore[3]
- 2012 : Les Brigades du temps tome 1, 1492 - À l'Ouest, rien de nouveau par Bruno Duhamel, Kris et Laurence Croix[4]
- 2013 : la série WW 2.2[5]
- 2014 : Zeppelin's War, tome 1 par Richard D. Nolane et Vicenç Villagrasa Jovensà[3]
- 2015 : Le Château des étoiles tome 1 par Alex Alice[3]
- 2016 : Le Voyage extraordinaire tome 4 par Denis-Pierre Filippi et Silvio Camboni[3]
- 2017 : la série Erased par Kei Sanbe[7]
- 2018 : la série Le visiteur du Futur, La Brigade Temporelle par Guillaume Lapeyre, François Descraques et Alexandre Desmassias[8]
- 2019 : Le Dernier Atlas, tome 1 par Fred Blanchard, Gwen De Bonneval, Hervé Tanquerelle et Fabien Vehlmann[9]
- 2020 : non attribué[2]
- 2021 : Les Chimères de Vénus, tome 1 par Étienne Jung, Alain Ayroles[10]
- 2022 : non attribué[11]
- 2023 : non attribué[12]
- 2024 : non attribué[13]
- 2025 : La série Grandville par Bryan Talbot[14]

### Prix spécial
- 2011 : Jour J, première saison par Fred Blanchard, Jean-Pierre Pécau et Fred Duval[3]
- 2012 : l'exposition Futur antérieur, rétrofuturisme, Steampunk, Archeomodernisme, Galerie du jour, agnès b.[4]
- 2013 : Hier est un autre jour !, pièce de théâtre par Sylvain Meyniac et Jean-François Cros[5]
- 2014 : les éditions Kazé pour la sortie du roman et son adaptation en manga Edge Of Tomorrow / All You Need Is Kill  par Hiroshi Sakurazaka[3]
- 2015 : Alex Scarrow pour la série Time Riders[3]
- 2016 : les éditions Mnémos pour les intégrales La Porte des mondes par Robert Silverberg et Lord Darcy par Randall Garrett[3]
- 2017 : les Editions Publie.Net, et plus particulièrement Philippe Éthuin, pour leur travail uchronique à travers leur collection ArchéoSF[7]
- 2018 : Star Marx, Guide de l’aventurier des mondes imaginaires par Maximilien Et La Moitie, illustré par David Cochard[8]
- 2019 : Effluvium par Didier Graffet et Xavier Mauméjean[9]
- 2020 : le site Un monde meilleur ?[15],[2]
- 2021: Les Chroniques de St Mary par Jodi Taylor (traduction par Cindy Colin Kapen)[10]
- 2022 : P. Djèlí Clark pour ses univers uchroniques (Les Tambours du dieu noir suivi de L'Étrange Affaire du djinn du Caire, Le Mystère du tramway hanté, Maître des djinns et Ring Shout : Cantique rituel) magistralement traduits par Mathilde Montier[11]
- 2023 : l'exposition Uchronie de Vincent Fournier, au musée de la Chasse et de la Nature[12]
- 2024 : Auto-Uchronia ou Fugue en zut mineur par Francis Berthelot[13]
- 2025 : Les éditions Hervé Chopin pour la publication des 14 volumes des Chroniques de St Mary de Jodi Taylor (traduction de Cindy Colin Kapen)[14]

### Prix d'honneur
- 2016 : Brian Stableford
- 2025 (Prix d'honneur de la 15eme édition) : Didier Graffet[14]